# 克尼亞熱 (佐洛奇夫區)
49°49′36″N 24°48′2″E / 49.82667°N 24.80056°E
克尼亞熱（烏克蘭語：Княже），是烏克蘭西部的村莊，隸屬利維夫州的佐洛奇夫區。該村始建於1488年，面積1.16平方公里，海拔高度247米，2001年人口407，人口密度每平方公里350.86人。